# Enrique María Repullés

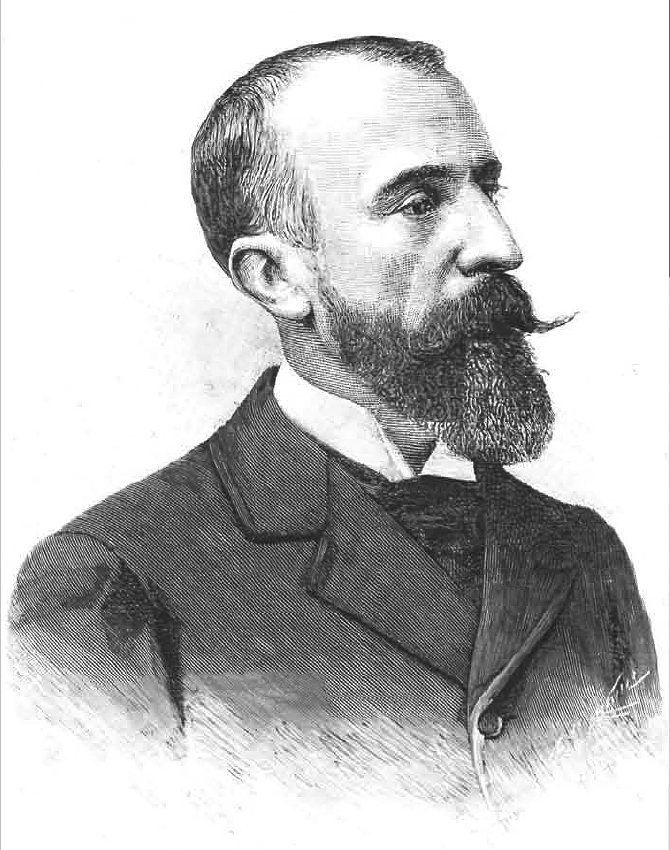
Ritratto di Enrique María Repullés pubblicato su La Ilustración Española y Americana, anno XXXVII, n.º XVII, dell'8 maggio 1893, página 8.

Enrique Maria Repullés y Varga (Madrid, 30 ottobre 1845 – Madrid, 13 settembre 1922) è stato un architetto spagnolo membro della Real Academia de Bellas Artes de San Fernando, della quale fu anche segretario.

## Biografia
Fu architetto ufficiale della casa reale spagnola e dell'Arcidiocesi di Toledo. Nel corso della sua lunga carriera realizzò, tra le altre:
- La Basílica de Santa Teresa, a Alba de Tormes.
- La Chiesa di San Matías a Madrid.[1][2] Primma chiesa in stile neomudéjar (1877)
- Il cancello della Plaza de la Armería del Palazzo reale di Madrid (1892).
- Il Palazzo della Borsa di Madrid. Repullés vinse il concorso bandito dalla Junta de Obras de la Borsa di Madrid nel 1884, presentando un progetto che si rifaceva al Palazzo della Borsa di Vienne progettato da Theophil Hansen. Venne inaugurato nel 1893.
- Una casa in legno in stile tirolese nel Campo del Moro (Madrid) (1898).
- Casa Consistorial a Valladolid.[3] La costruzione iniziò nel 1892 secondo il progetto dell'architetto locale Antonio Iturralde, che aveva vinto il concorso. Il progetto venne modificato, sei anni dopo, alla morte di Iturralde e venne affidato ad Enrique Repullés. Egli fece abbattere quanto era già stato costruito realizzando un nuovo progetto in stile eclettico. L'opera venne inaugurata nel 1908.
- Il Museo Sorolla, dedicato alle opere del pittore Joaquín Sorolla (1911).
- La Chiesa di Santa Cristina a Madrid nel Barrio de Puerta del Ángel, in stile neomudéjar[4][2] edificata tra il 1904 e il 1906. Nei pressi c'è una stra che gli venne in seguito dedicata dall'Ayuntamiento de Madrid. La chiesa è a una sola navata.
- Chiesa di Nuestra Señora de los Ángeles a Madrid, nella calle de Bravo Murillo.[5][2]

Realizzò anche diversi restauri, e tra questi quello della Cattedrale di Ávila e della Basílica di San Vicente sempre ad Avila.
Anche suo il monumento costruito a Salamanca in onore del vescovo Tomás Cámara (1847-1904), inaugurato il 17 maggio 1910.

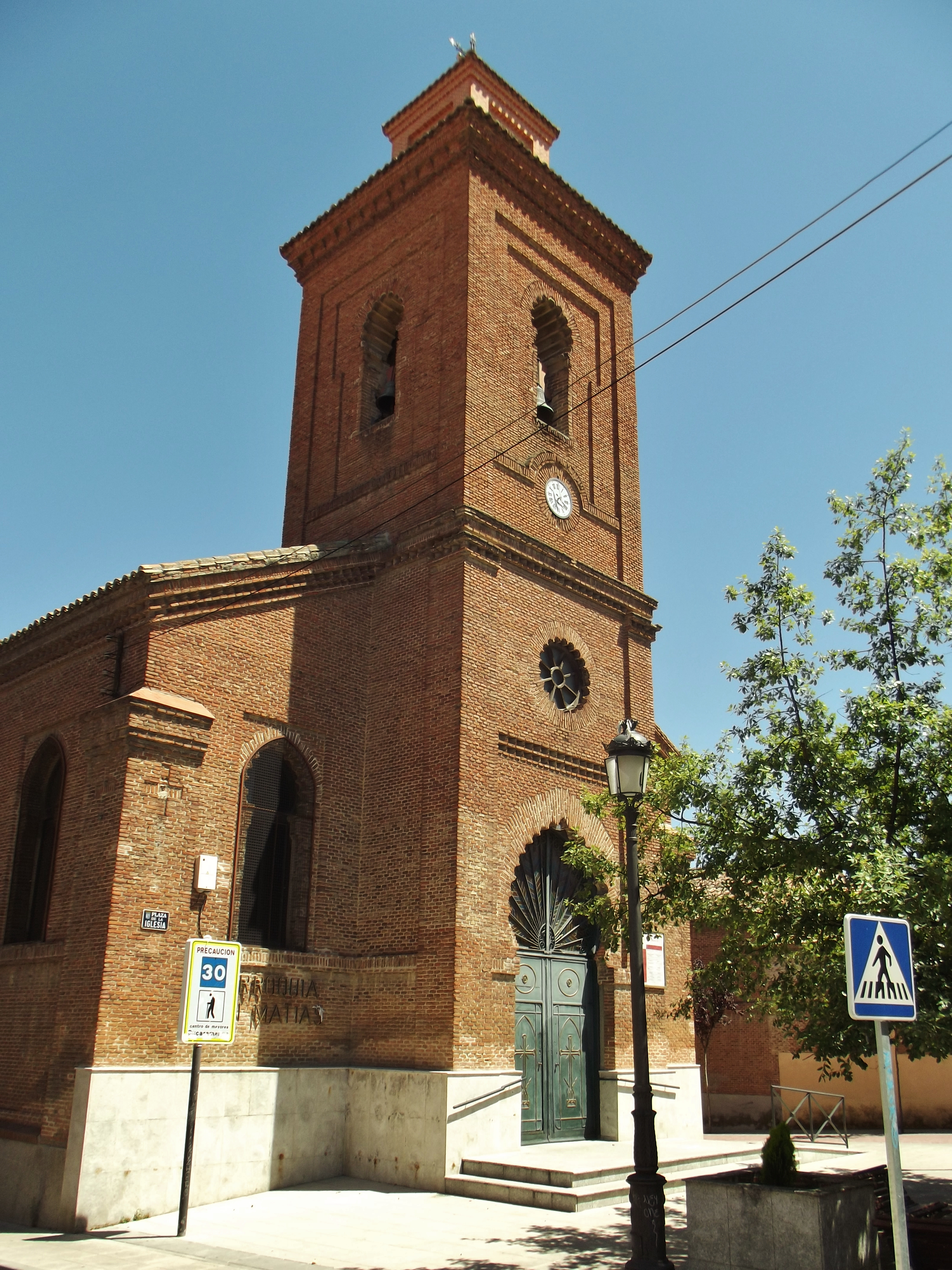
Chiesa parrocchiale di Hortaleza a Madrid (1877-1879)
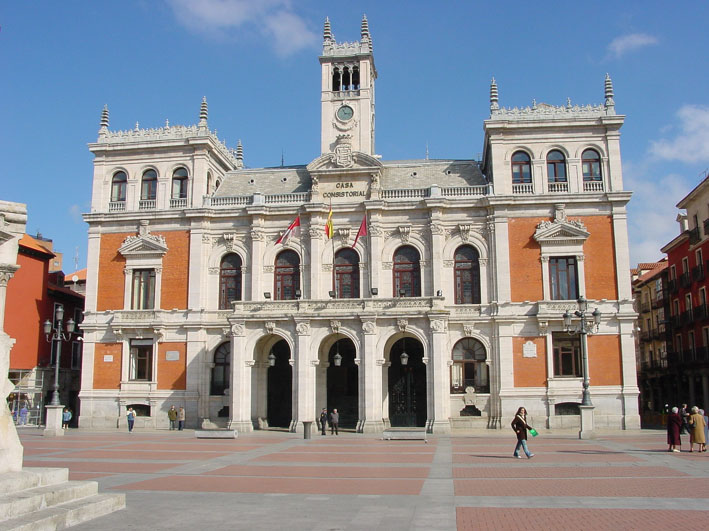
Casa Consistorial nella Plaza Mayor di Valladolid.
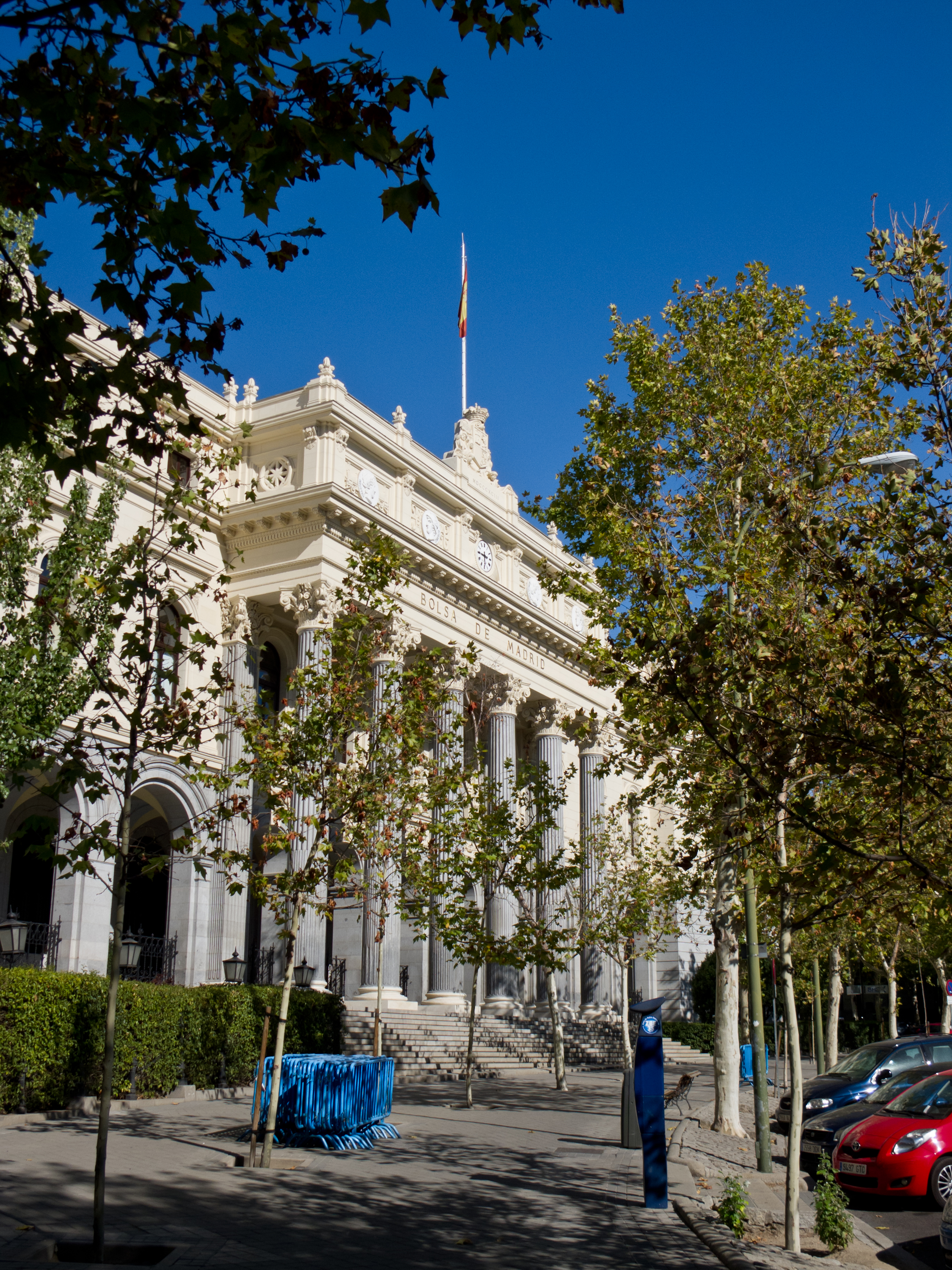
Palazzo della Borsa di Madrid.
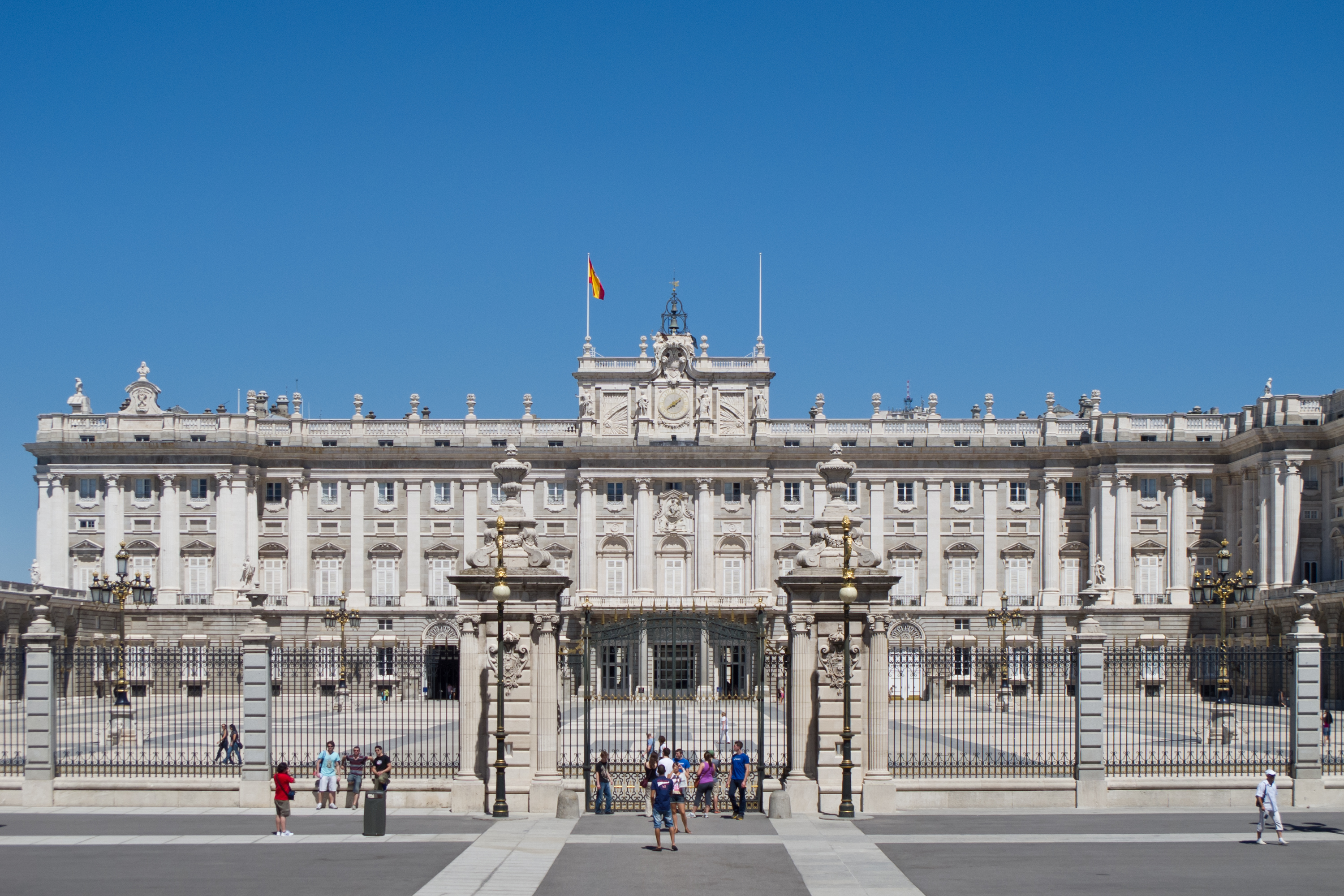
Plaza de la Armería del Palazzo reale di Madrid (1892).
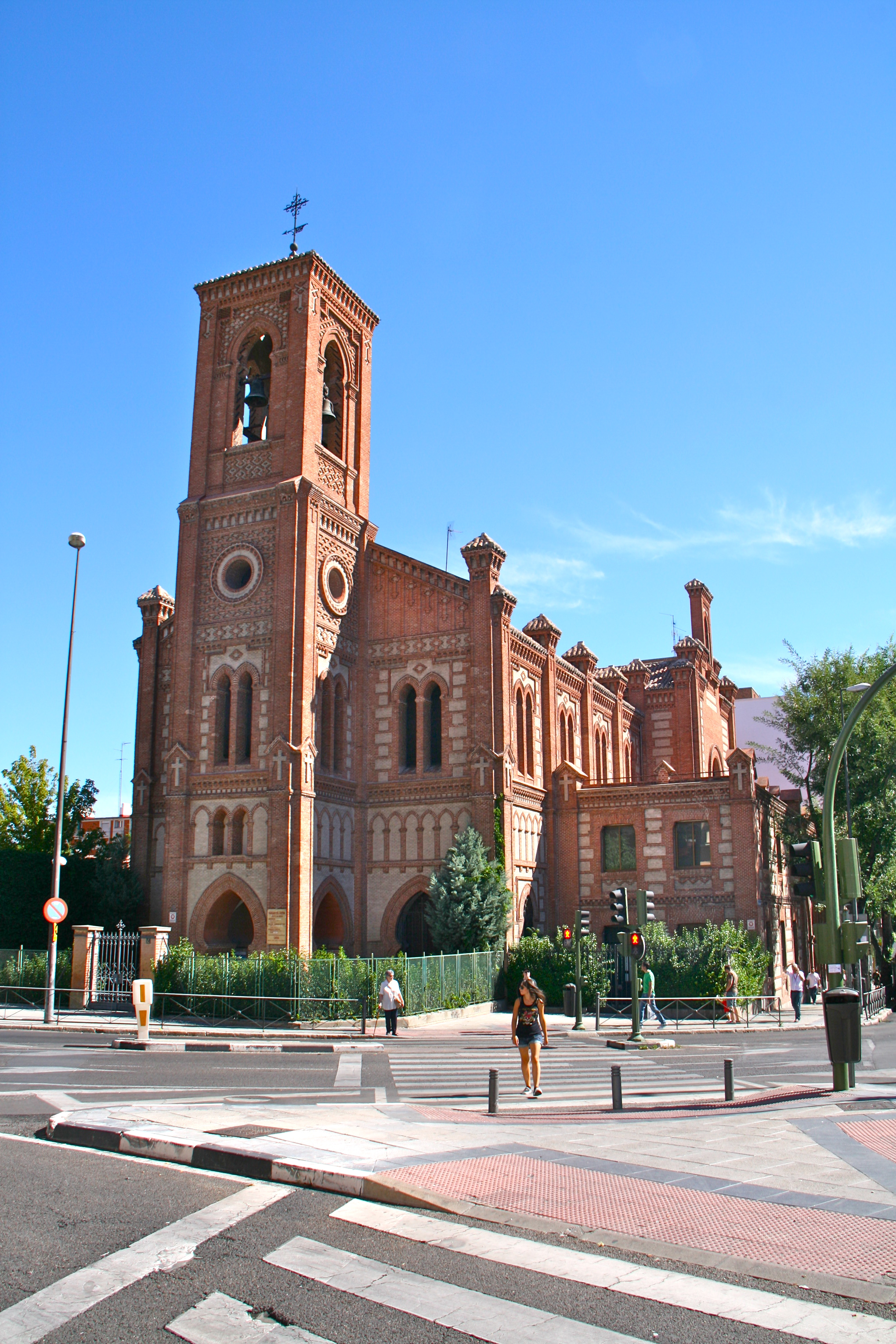
Chiesa di Santa Cristina (1904-1906).